# Zeppelin-Lindau Rs.II
Zeppelin-Lindau Rs.II (còn gọi một cách không chính xác sau chiến tranh là Dornier Rs.II) là một loại tàu bay hai tầng cánh cỡ lớn, do Claudius Dornier thiết kế chế tạo trong giai đoạn năm 1914-1915 ở hồ Constance bên phía nước Đức. Ban đầu tàu bay này trang bị ba động cơ gắn bên trong thân để dẫn động ba cánh quạt đẩy thông qua hộp số và trục. Phiên bản về sau được trang bị bốn động cơ đặt trong hai vỏ kéo và đẩy gắn giữa hai cánh.

## Tính năng kỹ chiến thuật (Dornier Rs.II phiên bản đầu)
Dữ liệu lấy từ The German Giants
Đặc tính tổng quan
- Kíp lái: 5 người
- Chiều dài: 23,88 m (78 ft 4 in)
- Sải cánh: 33,2 m (108 ft 11 in)
- Chiều cao: 7,6 m (24 ft 11 in)
- Diện tích cánh: 257 m2 (2.770 foot vuông)
- Tỉ số mặt cắt: 5:1
- Trọng lượng rỗng: 6.475 kg (14.275 lb)
- Trọng lượng có tải: 3.322 kg (7.323 lb)
- Sức chứa nhiên liệu: 2000 lít (440 Imp. Gall.)
- Động cơ: 3 × Maybach HS (Mb.IV) kiểu động cơ piston thằng hàng 6-xylanh, làm mát bằng nước, 179 kW (240 hp) mỗi chiếc phiên bản 1
- Động cơ: 4 × Maybach Mb.IVa kiểu động cơ piston thằng hàng 6-xylanh, làm mát bằng nước, 182,7 kW (245,0 hp) mỗi chiếc phiên bản 2

Hiệu suất bay
- Vận tốc cực đại: 105 km/h (65 mph; 57 kn)
- Vận tốc lên cao: 0,83 m/s (163 ft/min)
- Tải trên cánh: 33 kg/m2 (6,8 lb/foot vuông)